# Флет вајт
Флет вајт (ен. flat white) је напитак од кафе који се састоји од еспреса са микропеном (парено млеко са малим, финим мехурићима и сјајне или баршунасте конзистенције). Обично има већи удео еспреса у млеку него кафе лате и тањи слој микропене од капућина. Иако је термин „флет вајт“ коришћен у Уједињеном Краљевству да опише врсту пића на бази еспреса 1960-их, модера верзија пића развијена је у Аустралији и Новом Зеланду.

## Опис
Анете Молдваер наводи да се флет вајт састоји од двоструког еспреса (50 ml) и око 130 ml млека на пари са слојем микропене од 5 мм (0,25 инча). Према анкети индустријских коментатора, флет вајт има танак слој микропене (отуда флет односно 'равно' у називу напитка), за разлику од знатно дебљег слоја пене у традиционалном капућину.
Рецепт за флет вајт, међутим, варира између региона и кафића. У Аустралији се сервира у керамичкој шољи, обично исте запремине ( 200 ml, 7,0 imp fl oz ) као и лате шоља. Међутим, неки аустралијски кафићи ће прелити лате са додатном пеном, док други кафићи сипају мало мање пића. Новозеландски флет вајт се чешће служе у шољици у облику лале (165 ml, 5,8 imp fl oz). И у Аустралији и на Новом Зеланду, постоји опште прихваћена разлика између лате и флет вајта у односу млека и кафе и конзистенцији млека због начина на који се млеко загрева.

## Порекло и историја
Флет вајт кафа се служи најраније од 1960-их. У драми Питера Шафера Приватно ухо (1962) један лик каже да је одвео жену у еспресо бар у Јужном Кенсингтону (Лондон). Други лик пита: И држао се за руке преко два флет вајта?
Постоје референце на пиће у Аустралији 1980-их.
У Moors Espresso Bar у Сиднеју, Алан Престон је додао пиће у свој стални мени 1985. Престон је тврдио да је ту идеју увезао у Сиднеј из свог родног Квинсленда, где су кафићи 1960-их и 1970-их често нудили „Белу кафу – стан“. Друге документоване референце укључују кафетерију Парламентарне куће у Канбери која је у јануару 1985. године поставила знак на којем је писало „само флет вајт“ током сезонског проблема са музним кравама што је проузроковало коришћење млечне пене.
Међутим, порекло напиткка је спорно, а Нови Зеланд такође тврди да је земља порекла. Једна новозеландска тврдња потиче из Окланда, од стране Дерека Таунсенда и Дарела Алерса из Cafe DKD, као алтернатива италијанском кафеу, а друга новозеландска тврдња потиче из Велингтона и наводи да је пиће настало као резултат „неуспелог капућина“ у Бару Бодега 1989. Крег Милер, аутор књиге Coffee Houses of Wellington од 1939. до 1979., тврди да је средином 1980-их припремио белу боју у Окланду.

## Слична пића
Флет вајт је сличан оригиналном италијанском капућину, који је један еспресо са микропеном који се сервира у 150—160 ml (5,3—5,6 imp fl oz) шоља. Флет вајт, међутим, има већи удео кафе и мање пене.
Флет вајт обично има већи удео еспреса у млеку на пари него кафе лате, а слој пене је тањи.
Шпански café con leche је сличан, али користи млеко прокувано на 83 степена. У флет вајту, млеко се пари без пене приближно до 54 °C (129 °F). Кување млека на ову температуру задржава масти и беланчевине у млеку који задржавају слатки укус, који се губи када се млеко обради на вишим температурама.

## Изван Аустралије и Новог Зеланда
Овај стил кафе је извезен у Уједињено Краљевство до 2005. године, а до 2010. се продавао у тамошњим франшизама Старбуцкс-а. До 2013. бела плоча била је доступна у аустралијским кафићима у Њујорку, а Хју Џекман је био сувласник једног од њих и подржавао производ. Како је равно бело постало све познатије широм света, велики ланци кафића као што су Starbucks, Costa Coffee, Caffè Nero, Cafe Coffee Day, Pret a Manger додали су флет вајт на своје меније. Starbucks је први пут увео флет вајт у САД 6. јануара 2015.

## Повезани термини
У Уједињеном Краљевству, фраза флет вајт економија се користи за описивање лондонске мреже интернета, медија и креативних предузећа.